# Junia de legibus militaribus
Junia de legibus militaribus va ser una llei romana aprovada a proposta de Marc Juni Silà cònsol amb Quint Cecili Metel Numídic, l'any 109 aC. Derogava les lleis militars anteriors que rebaixaven el salari als soldats; també establia una rebaixa en els anys de servei militar.